# Saint-Just-sur-Dive
Saint-Just-sur-Dive è un comune francese di 401 abitanti situato nel dipartimento del Maine e Loira nella regione dei Paesi della Loira.

## Società

### Evoluzione demografica
Abitanti censiti